# 동북방면대
동북방면대(일본어: 東北方面隊 도호쿠호우멘타이[*], 영어: North Eastern Army (NEA))는 육상자위대의 방면대로, 도호쿠 지방의 방위, 경비나 재해 파견 등을 담당하고 있다.
동북 방면대는 2개 사단을 기본 병력으로 예하에 두고 있으며, 관내에는 13개의 주둔지, 1개의 분둔지, 6개의 지방 협력 본부가 설치되어 있다. 도호쿠 지방만이 아니라 간토 지방에 일에 생기면, 후지 교도대와 같이 간토 지방으로 파견된다.

## 부대

동북 방면대의 전투서열

- 동북방면총감부
- 제6사단
- 제9사단
- 제2시설단
- 제5고사특과군
- 동북방면혼성단
- 동북방면특과연대
- 동북방면시스템통신군
- 동북방면 항공대
- 동북방면 후방지원대
- 동북방면 회계대
- 동북방면 지휘소훈련지원대
- 동북방면 정보처리대
- 동북방면 음악대
- 동북방면 위생대
- 도호쿠 보급처